# شوروی‌ستیزی

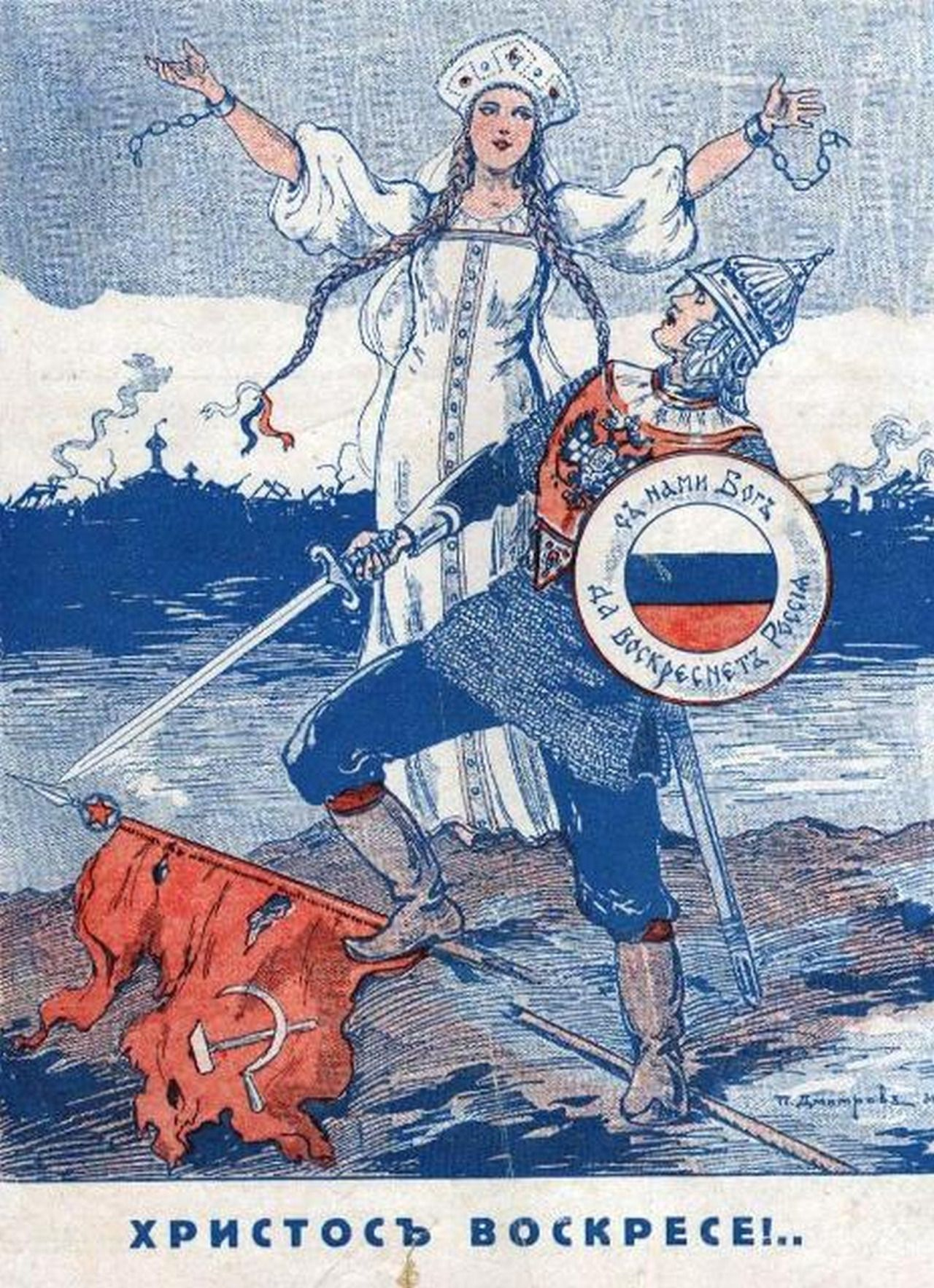
پوستر ارتش سفید ضد بلشویک روسی، سال ۱۹۳۲

شوروی‌ستیزی، ضد شوروی یا احساسات ضد شوروی، که توسط مقامات شوروی آنتی سووتچینا (روسی: антисоветчина) خوانده می‌شد، به اشخاص و فعالیتهایی گفته می‌شود که در عمل یا در ظاهر علیه اتحاد جماهیر شوروی یا قدرت حاکم در اتحاد جماهیر شوروی باشد.
سه گونه مختلف استفاده از این اصطلاح را می‌توان از هم تفکیک کرد.
- شوروی‌ستیزی در سیاست‌های بین‌المللی، مانند مخالفت غرب با اتحاد جماهیر شوروی در طول جنگ سرد توسط ضد کمونیسم.
- مخالفان ضد شوروی بلشویک اندکی پس از انقلاب روسیه و در طول جنگ داخلی روسیه.
- همان‌طور که برای شهروندان شوروی اعمال می‌شود (گفته می‌شود) درگیر فعالیت‌های ضد دولتی هستند.

## روسیه شوروی
در طول جنگ داخلی روسیه که پس از انقلاب اکتبر ۱۹۱۷ رخ داد، جنبش ضد شوروی جنبش ارتش سفید بود. در بین جنگ‌ها، برخی از جنبش‌های مقاومت، به ویژه در دهه ۱۹۲۰، توسط اطلاعات لهستان در قالب پروژه‌ای پرورش داده شد. پس از حمله آلمان نازی به اتحاد جماهیر شوروی، نیروهای ضد شوروی عمدتاً توسط آلمان نازی ایجاد و هدایت می‌شدند.
در زمان جنگ داخلی روسیه، دسته‌های کلی از افراد مانند روحانیون، کولاک‌ها و پلیس سابق شاهنشاهی روسیه به‌طور خودکار ضد شوروی در نظر گرفته می‌شدند. دسته‌های بیشتری در مقاله " دشمن مردم " ذکر شده‌است.

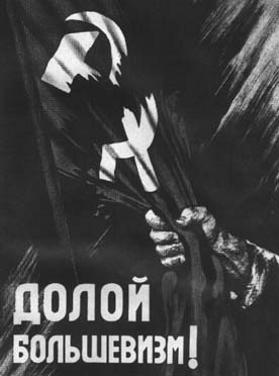
"نابود باد بلشویسم !" - پوستر تبلیغاتی نازی‌ها به زبان روسی برای سرزمین‌های اشغالی شوروی

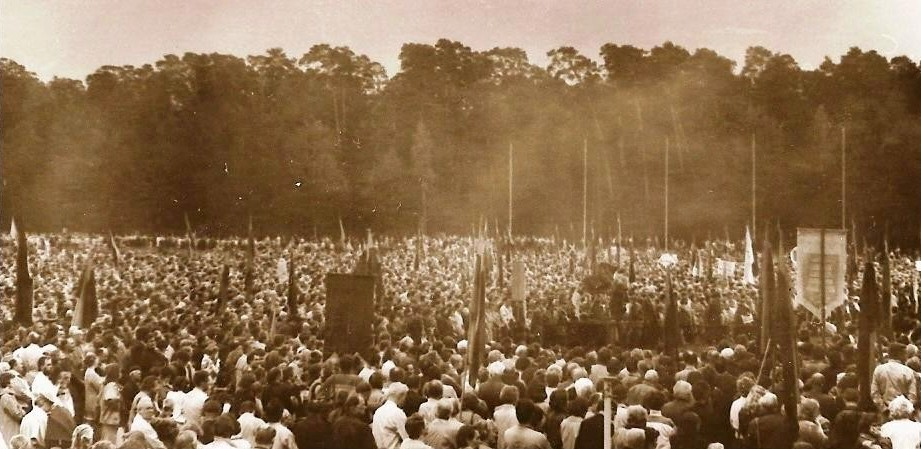
تجمع ضد شوروی در لیتوانی با حضور حدود ۳۰۰۰۰۰ نفر در سال ۱۹۸۸، محکوم کردن پیمان مولوتف و ریبنتروپ Sąjūdis جنبشی بود که منجر به احیای کشور مستقل لیتوانی در سال ۱۹۹۰ شد.

از نظر بسیاری از افراد، دلیل اصلی گناه آنها، وضعیت اجتماعی آنها بود تا کارهایی که انجام می‌دادند. مارتین لاتسیس، رئیس چکا اوکراین، در یک روزنامه توضیح داد:
به پرونده مدارک متهم کننده نگاه نکنید تا ببینید آیا متهم با اسلحه یا کلمات علیه شوروی قیام کرده‌است یا خیر. به جای او ببینید که کلاس او تعلق دارد، چه پس زمینه خود را، خود را آموزش و پرورش یا خود حرفه. اینها سوالاتی است که سرنوشت متهم را تعیین خواهد کرد.

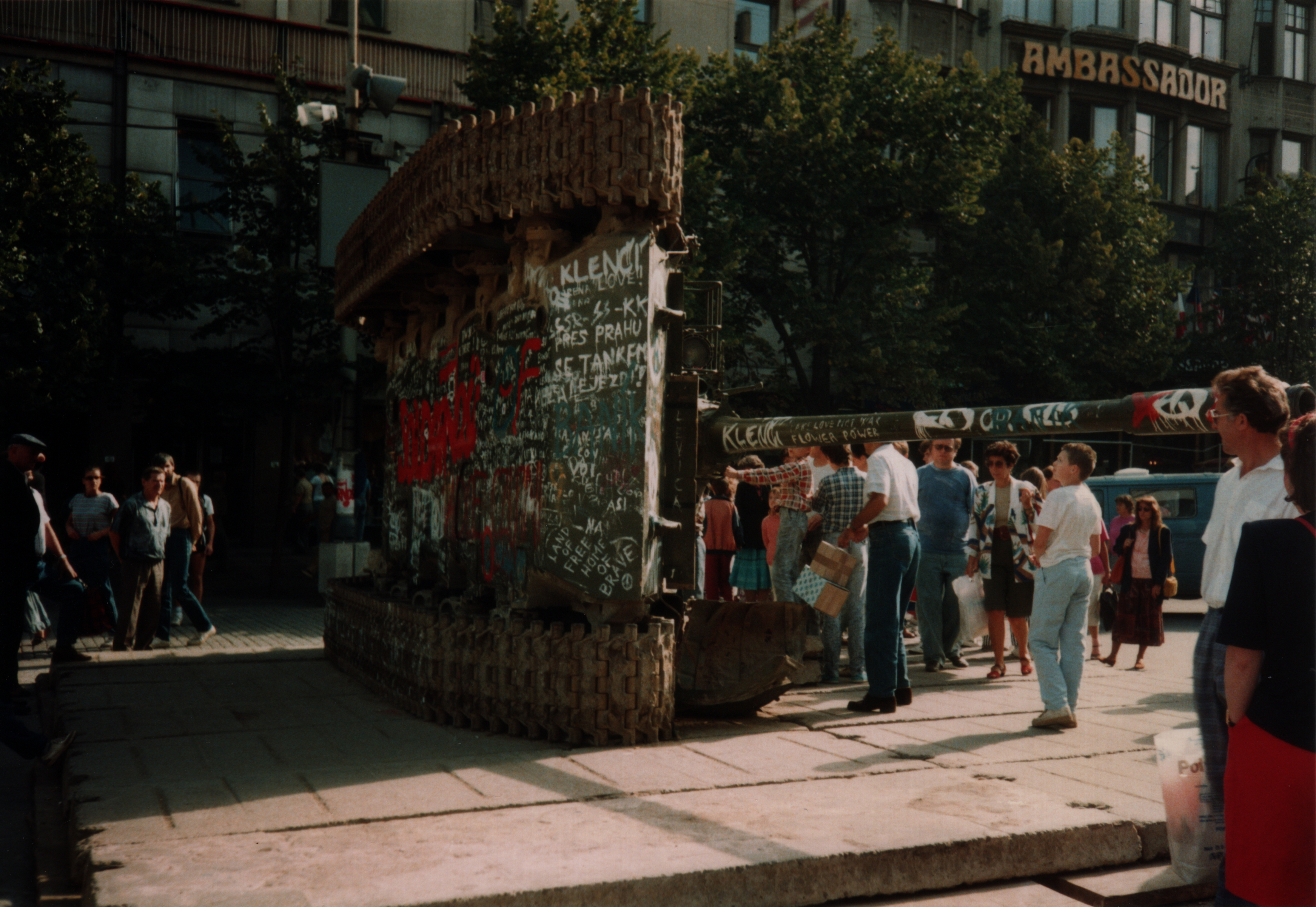
پس از انقلاب مخملی، شهر پراگ تی-۵۴/۵۵ مربوط به دوران اتحاد جماهیر شوروی، نمادی از حمله شوروی در سال ۱۹۶۸ در میدان مرکزی خود به عنوان هدف تمسخر عمومی قرار داد.

بعداً در اتحاد جماهیر شوروی، ضد شوروی بودن یک جرم کیفری بود. لقب "ضد شوروی" بود ، مترادف با  ضد انقلابی ". اسم "شوروی‌ستیزی" به ندرت مورد استفاده قرار گرفت و اسم "antisovietist" (روسی: антисоветчик) به معنای تحقیرآمیز مورد استفاده قرار گرفت. تحریکات و فعالیتهای ضد شوروی جرایم سیاسی بود که توسط ماده ۵۸ و بعداً ماده ۷۰ قانون مجازات RSFSR و موارد مشابه در سایر جمهوری‌های شوروی مورد رسیدگی قرار گرفت. در فوریه ۱۹۳۰، یک ضد شوروی وجود دارد شورش در کازاک خودمختار جمهوری سوسیالیستی شوروی روستای Sozak شکل گرفت.
پس از پایان جنگ جهانی دوم، شورش‌های ضد کمونیست اروپای شرقی علیه اتحاد جماهیر شوروی به وجود آمد.